# Roskilde Festival 1980
Roskilde Festivalen blev i 1980 afholdt fra den 27. juni til den 29. juni. 

## Musikgrupper
- Allerød Drengekor (DK)
- Anne Linnet Band (DK)
- Joan Armatrading (UK)
- Bazaar (DK)
- Bollocks (DK)
- Brecker Borthers (US)
- Carácas (DK)
- Cecilia (DK)
- Hot Chili (DK)
- Dan Ar Bras (FR)
- Danner Rock (DK)
- Dave Swarbrick Duo (UK)
- De Gyldne Løver (DK)
- Delta Cross Band (DK)
- Povl Dissing (DK)
- Djurslandspillemændene (DK)
- Dorthe Johansen (DK)
- Eclipse (DK)
- Eldkvarn (S)
- Eric Anderson (US)
- Folk & Rackare (S)
- Gnags (DK)
- Gylle (DK)
- Carlos Santana (M)
- Henrik Strubes flyvende duo (DK)
- Hjerter Tre (DK)
- Cornelis Vreeswijk (S)
- Hannes Wader (D)